# Saint-Jean-des-Ollières
Pour les articles homonymes, voir Saint-Jean et Ollières (homonymie).
Saint-Jean-des-Ollières est une commune française située dans le département du Puy-de-Dôme, en région Auvergne-Rhône-Alpes.

## Géographie

### Localisation

#### Lieux-dits et écarts
Mas-du-Bost, Croizat-Tour, Chavarot, les Chaux, la Moutonnerie, le Pic, la Vie, Ischamps, le Theil, la Collange et le Couderchet.

#### Communes limitrophes
Sept communes sont limitrophes :
| Fayet-le-Château | Estandeuil              | Saint-Dier-d'Auvergne |
| Isserteaux       | Saint-Jean-des-Ollières |                       |
| Sugères          |                         | Brousse Auzelles      |

### Transports
La commune est traversée par les routes départementales 7 (vers Fayet-le-Château), 53, 58 (vers Saint-Dier-d'Auvergne et Auzelles), 112 (vers Auzelles), 250 (vers Brousse) et 253.

### Climat
Pour des articles plus généraux, voir Climat d'Auvergne-Rhône-Alpes et Climat du Puy-de-Dôme.
En 2010, le climat de la commune est de type climat des marges montargnardes, selon une étude du Centre national de la recherche scientifique s'appuyant sur une série de données couvrant la période 1971-2000. En 2020, Météo-France publie une typologie des climats de la France métropolitaine dans laquelle la commune est exposée à un climat de montagne ou de marges de montagne et est dans la région climatique Nord-est du Massif Central, caractérisée par une pluviométrie annuelle de 800 à 1 200 mm, bien répartie dans l’année.
Pour la période 1971-2000, la température annuelle moyenne est de 9,9 °C, avec une amplitude thermique annuelle de 16,1 °C. Le cumul annuel moyen de précipitations est de 997 mm, avec 10,7 jours de précipitations en janvier et 7,4 jours en juillet. Pour la période 1991-2020, la température moyenne annuelle observée sur la station météorologique de Météo-France la plus proche, « Fayet-le-Château », sur la commune de Fayet-le-Château à 4 km à vol d'oiseau, est de 11,2 °C et le cumul annuel moyen de précipitations est de 889,9 mm,. Pour l'avenir, les paramètres climatiques de la commune estimés pour 2050 selon différents scénarios d'émission de gaz à effet de serre sont consultables sur un site dédié publié par Météo-France en novembre 2022.

## Urbanisme

### Typologie
Au 1er janvier 2024, Saint-Jean-des-Ollières est catégorisée commune rurale à habitat dispersé, selon la nouvelle grille communale de densité à sept niveaux définie par l'Insee en 2022.
Elle est située hors unité urbaine. Par ailleurs la commune fait partie de l'aire d'attraction de Clermont-Ferrand, dont elle est une commune de la couronne,. Cette aire, qui regroupe 209 communes, est catégorisée dans les aires de 200 000 à moins de 700 000 habitants,.

### Occupation des sols
L'occupation des sols de la commune, telle qu'elle ressort de la base de données européenne d’occupation biophysique des sols Corine Land Cover (CLC), est marquée par l'importance des territoires agricoles (56,1 % en 2018), une proportion sensiblement équivalente à celle de 1990 (56,3 %). La répartition détaillée en 2018 est la suivante : prairies (44,5 %), forêts (43,9 %), zones agricoles hétérogènes (11,6 %). L'évolution de l’occupation des sols de la commune et de ses infrastructures peut être observée sur les différentes représentations cartographiques du territoire : la carte de Cassini (XVIIIe siècle), la carte d'état-major (1820-1866) et les cartes ou photos aériennes de l'IGN pour la période actuelle (1950 à aujourd'hui).

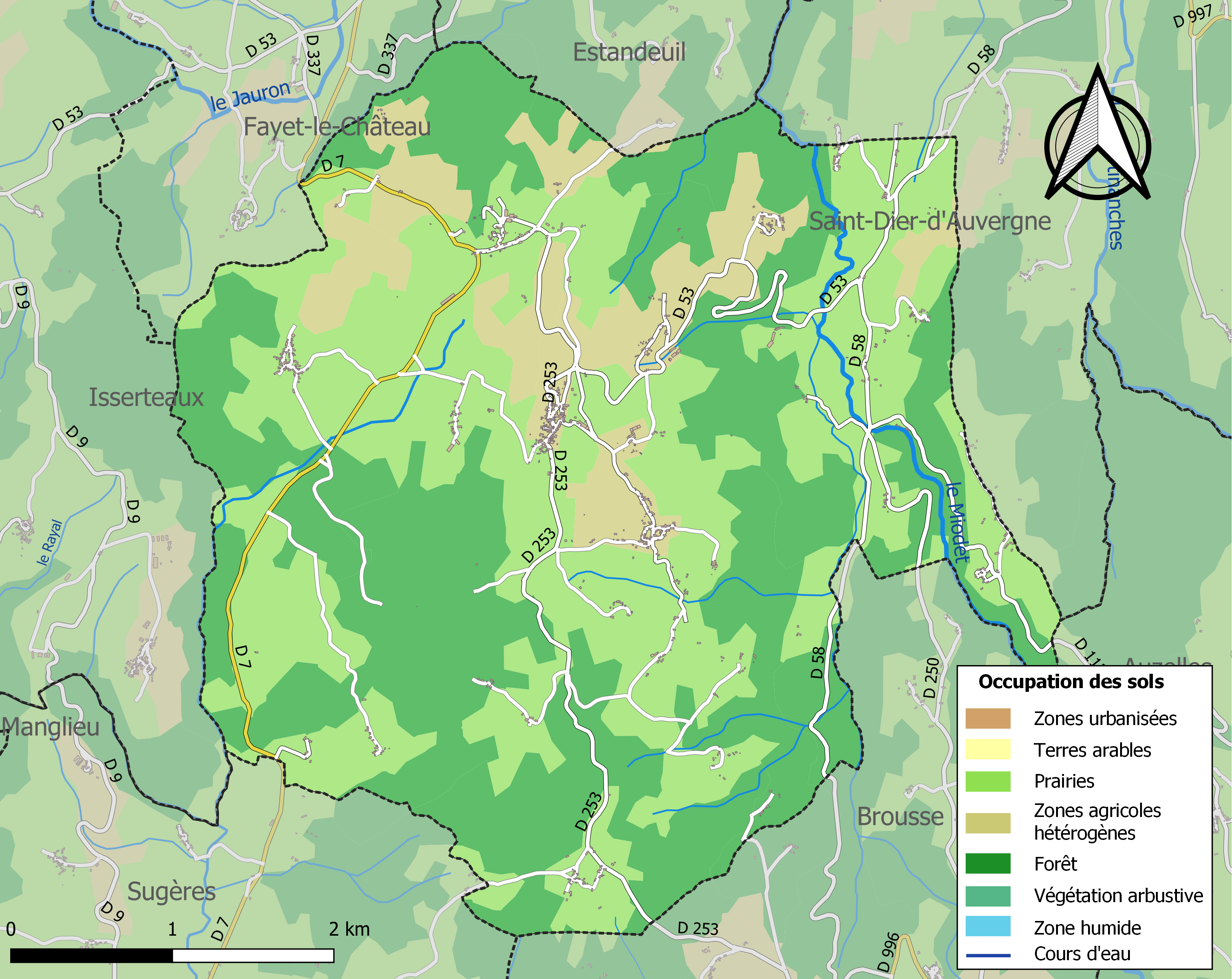
Carte des infrastructures et de l'occupation des sols de la commune en 2018 (CLC).

## Histoire
Saint-Jean-des-Ollières eut plusieurs appellations Saint Jean des Olières en 1225 ; Saint Jean des Oliviers en 1398 et Saint Jean Dezolières en 1762. Pendant la Révolution, au cours de la période de la Convention nationale (1792-1795), Saint-Jean porta le nom de Puy-la-Garde et pendant longtemps eut l'appellation populaire de Saint Jean des Voleurs…
Ollières vient de l'occitan « Oliera » qui désigne une fabrique de poteries.
Au XVIIIe siècle, la paroisse de Saint-Jean était considérée comme une « montagne stérile » ; le sol est en effet maigre et aujourd'hui en grande partie boisée.
Au sud dominant avec 780 m d'altitude, s'élève le puy volcanique de « la Garde » où se dresse une statue de la Vierge et depuis 1955, une table d'orientation. Un projet d'ouverture d'une carrière sur le flanc de ce site géologique intéressant a provoqué en 1982 une violente polémique. La Garde était un oppidum gaulois et ensuite un castrum romain. Il y eut ensuite un château et une chapelle. La terre faisait partie de la seigneurie de Boisonnelle sauf au nord le petit fief de Croizat. À cet endroit il y eut longtemps le même seigneur De Bard de Chauriat ; puis passa à la famille Seguin. Il fut vendu en 1669 à Jean Delaire, président à la cour des Aides de Clermont. Sa famille le conserva jusqu'en 1789. Du château il ne reste qu'une tour.
La tour du Miodet : il s'agit d'un ancien château déjà en ruine en 1403 à l'époque de Boissonnelle. Leurs seigneuries étaient liées. Son emplacement est localisé entre La Vie et Saint-Jean près du ruisseau de Lagas. Il ne reste aucun vestige à nos jours. Le seigneur de l'époque féodale se qualifiait toujours de seigneur de Boissonnelle et Veaux de Méodes ou Viomiodes. Ce nom dérivé de val méode, désignait une châtellenie dont le territoire, comme son nom l'indique devait comprendre toute la vallée de la Méode (Miodex) rivière qui traverse la commune de Saint-Dier et enserre le bourg dans un lacet de son cours, subitement détourné par les rochers.
Pays pauvre et surpeuplé, Saint-Jean connaissait au XVIIIe siècle une importante émigration temporaire avec les « porte-balle » ou marchands ambulants vendant lingerie, dentelles, rubans.
Dans le cours du siècle, celle-ci se transforma avec l'apparition de la « Pique ». Dans son rapport sur l'émigration, le préfet Ramond décrit leur activité (en 1808) sous le nom de « broqueurs » qu'ils se donnent entre eux. Ils parcourent la France sous l'aspect de mendiants, d'incendiés, munis de faux papiers, de pèlerins chargées de coquilles, de porteurs de chapelets… Ils revêtent tous les déguisements. On les a vus dans le gros de la Révolution paraître sous la forme d'émigrés rentrés, de couleurs réfugiés, de prêtres déportés. Leurs profits seraient énormes s'ils n'étaient souvent obligés de les partager avec ceux qui les prennent sur le fait. L'administration fait des efforts pour diminuer ces dangereuses excursions. On surveille la délivrance de passeports et l'on gère, autant qu'on le peut, les voyages de ces gens qui ont une habileté merveilleuse pour se passer de papiers légitimes et se fabriquer des pièces vraisemblables. Au reste, ce qui n'est pas moins singulier, c'est la conduite de ces mêmes hommes dans leur domicile. Dans aucune commune les contributions ne sont aussi régulièrement payées, les terres à un plus haut prix, les propriétaires plus respectés, l'ordre public plus aisément maintenu et les délits plus rares.
Cette activité rapportant en moyenne 300 à 500 francs ; gains qui étaient investis dans la construction d'une maison, reconnaissable à un toit à quatre pans et se poursuivit bien avant dans le XIXe siècle. En 1843, un rapport de police estimait à environ 200 le nombre de « Piqueurs » et, en 1863, le procureur impérial de Bordeaux demandait à celui de Riom de faire une enquête à leur sujet, mais rares étaient ceux qui tombaient aux mains de la police.
Au pays, les Piqueurs ne se cachaient pas et racontaient avec verve, au cours des veillées d'hiver, leurs aventures. Les jeunes se passionnaient pour ces récits et ne tardaient pas à partir avec un parent ou ami pour la tournée suivante. On se transmettait par voie orale un « guide » des plus complets sur chaque région, comportant des itinéraires, l'énumération des ressources locales, la liste des personnes à visiter, leur degré de générosité. Les brigades de la maréchaussée étaient l'objet d'études suivies. Un piqueur habile, après avoir parcouru plusieurs fois un canton en connaissait à fond choses et gens et arrivait à en parler le patois aussi bien qu'un indigène. Grâce à cette expérience les arrestations étaient peu fréquentes et le faux certificat tombait rarement entre les mains de la police… transformé en boulette, il était vite avalé. Ceux qui cependant se faisaient prendre avaient recours aux notabilités du pays pour obtenir des attestations d'honorabilité. C'est ainsi que les archives départementales contiennent de nombreux certificats de complaisance délivrés entre 1765 et la Révolution, par les curés de Saint-Jean-des-Ollières, le syndic et des gentilshommes, pour demander la libération de nombreux compatriotes arrêtés dans toute la France pour usage de faux certificats d'incendie.
Tout le canton était contaminé par la « Pique ». M. Mignot, subdélégué de Thiers, déclare en 1768 que Domaize, Saint-Jean-des-Ollières, Saint-Dier-d'Auvergne, La-Chapelle-Agnon et quelques autres, fournissent une pépinière de mendiants à inonder le royaume, qui à peine sortis de leur coquille, reçoivent des leçons pour n'être pas à la charge de leur famille.
Le 9 septembre 1843, le maire de Saint-Dier-d'Auvergne écrit au ministre de la Guerre pour expliquer que l'installation d'une brigade de gendarmerie à Saint-Dier avait été rendue nécessaire pour organiser la chasse aux faussaires. Il faut croire que cette brigade fut active car dès 1850 sept ans après, la Pique avait complètement disparu. Il n'en reste plus désormais qu'un souvenir. Seule demeura quelques années encore, jusque vers la Première Guerre mondiale, l'activité des marchands ambulants.

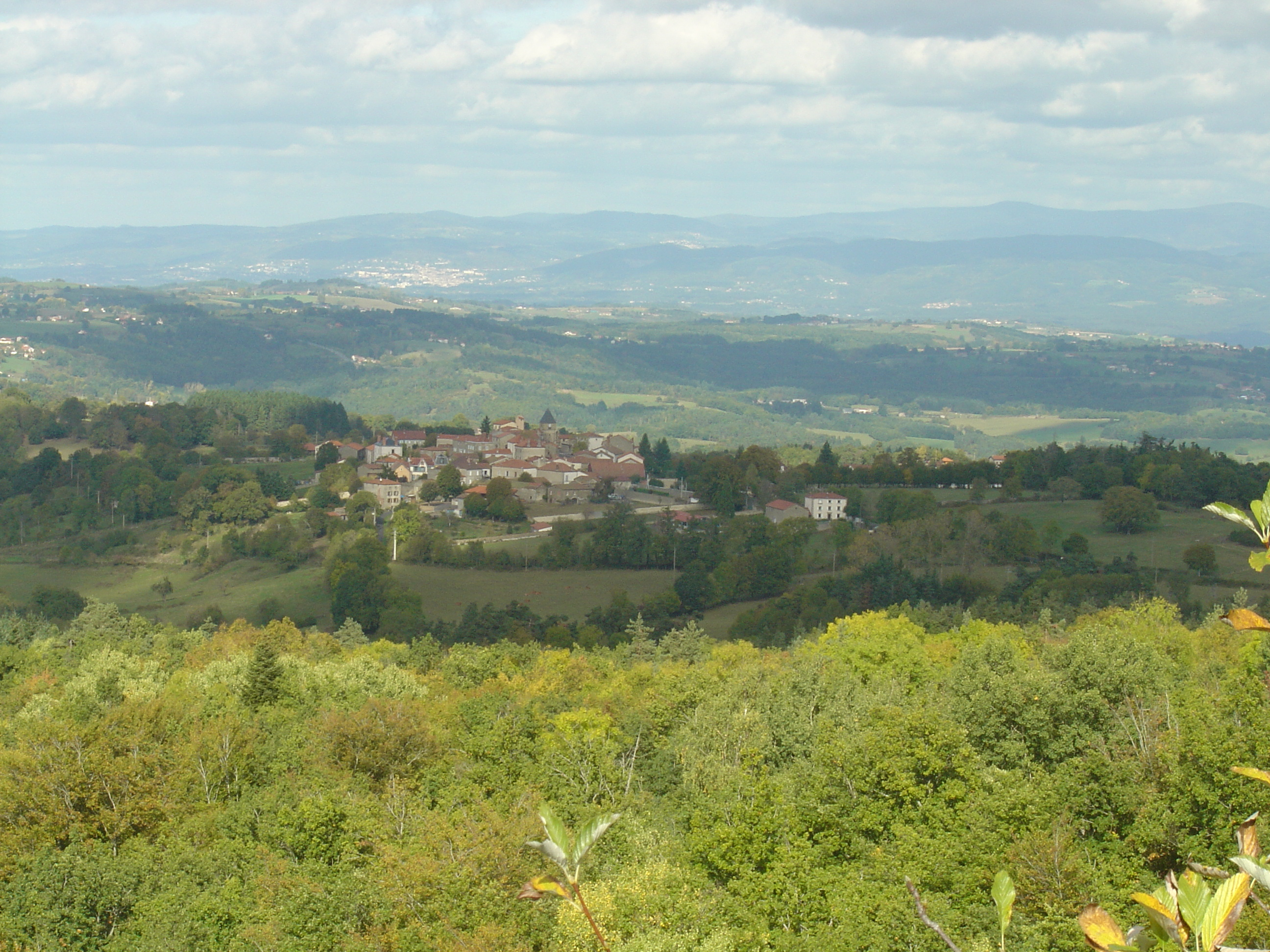
Saint-Jean-des-Ollières vu du pic de la Garde.

## Politique et administration

### Découpage territorial
La commune de Saint-Jean-des-Ollières est membre de la communauté de communes Billom Communauté, un établissement public de coopération intercommunale (EPCI) à fiscalité propre créé le 1er janvier 2017 dont le siège est à Billom. Ce dernier est par ailleurs membre d'autres groupements intercommunaux.
Sur le plan administratif, elle est rattachée à l'arrondissement de Clermont-Ferrand, à la circonscription administrative de l'État du Puy-de-Dôme et à la région Auvergne-Rhône-Alpes.
Sur le plan électoral, elle dépend du canton de Billom pour l'élection des conseillers départementaux, depuis le redécoupage cantonal de 2014 entré en vigueur en 2015, et de la cinquième circonscription du Puy-de-Dôme pour les élections législatives, depuis le dernier découpage électoral de 2010.

### Élections municipales et communautaires

#### Élections de 2020
Le conseil municipal de Saint-Jean-des-Ollières, commune de moins de 1 000 habitants, est élu au scrutin majoritaire plurinominal à deux tours avec candidatures isolées ou groupées et possibilité de panachage. Compte tenu de la population communale, le nombre de sièges à pourvoir lors des élections municipales de 2020 est de 11. Sur les dix-neuf candidats, onze sont élus dès le premier tour, le 15 mars 2020, avec un taux de participation de 66,67 %.
| Période                                  | Période                   | Identité            | Étiquette | Qualité |
| ---------------------------------------- | ------------------------- | ------------------- | --------- | ------- |
| Les données manquantes sont à compléter. |                           |                     |           |         |
| mars 2006                                | 2008 (démission)          | Jean-Michel Laroche |           |         |
| 2008                                     | mai 2020                  | Catherine Queinnec  |           |         |
| mai 2020                                 | En cours (au 4 juin 2020) | Karine Joncoux      |           |         |

## Population et société

### Démographie
L'évolution du nombre d'habitants est connue à travers les recensements de la population effectués dans la commune depuis 1793. Pour les communes de moins de 10 000 habitants, une enquête de recensement portant sur toute la population est réalisée tous les cinq ans, les populations de référence des années intermédiaires étant quant à elles estimées par interpolation ou extrapolation. Pour la commune, le premier recensement exhaustif entrant dans le cadre du nouveau dispositif a été réalisé en 2008.

En 2022, la commune comptait 437 habitants, en évolution de −5,21 % par rapport à 2016 (Puy-de-Dôme : +2,1 %, France hors Mayotte : +2,11 %).
| 1793  | 1800  | 1806  | 1821  | 1831  | 1836  | 1841  | 1846  | 1851  |
| ----- | ----- | ----- | ----- | ----- | ----- | ----- | ----- | ----- |
| 2 081 | 2 057 | 2 260 | 2 201 | 2 420 | 2 486 | 2 342 | 2 384 | 2 427 |

| 1856  | 1861  | 1866  | 1872  | 1876  | 1881  | 1886  | 1891  | 1896  |
| ----- | ----- | ----- | ----- | ----- | ----- | ----- | ----- | ----- |
| 2 301 | 2 144 | 2 064 | 1 937 | 1 924 | 1 793 | 1 607 | 1 504 | 1 724 |

| 1901  | 1906  | 1911  | 1921 | 1926 | 1931 | 1936 | 1946 | 1954 |
| ----- | ----- | ----- | ---- | ---- | ---- | ---- | ---- | ---- |
| 1 564 | 1 574 | 1 216 | 960  | 851  | 792  | 708  | 681  | 575  |

| 1962 | 1968 | 1975 | 1982 | 1990 | 1999 | 2006 | 2008 | 2013 |
| ---- | ---- | ---- | ---- | ---- | ---- | ---- | ---- | ---- |
| 507  | 502  | 419  | 346  | 363  | 402  | 445  | 457  | 475  |

| 2018 | 2022 | - | - | - | - | - | - | - |
| ---- | ---- | - | - | - | - | - | - | - |
| 440  | 437  | - | - | - | - | - | - | - |

## Culture locale et patrimoine

### Lieux et monuments

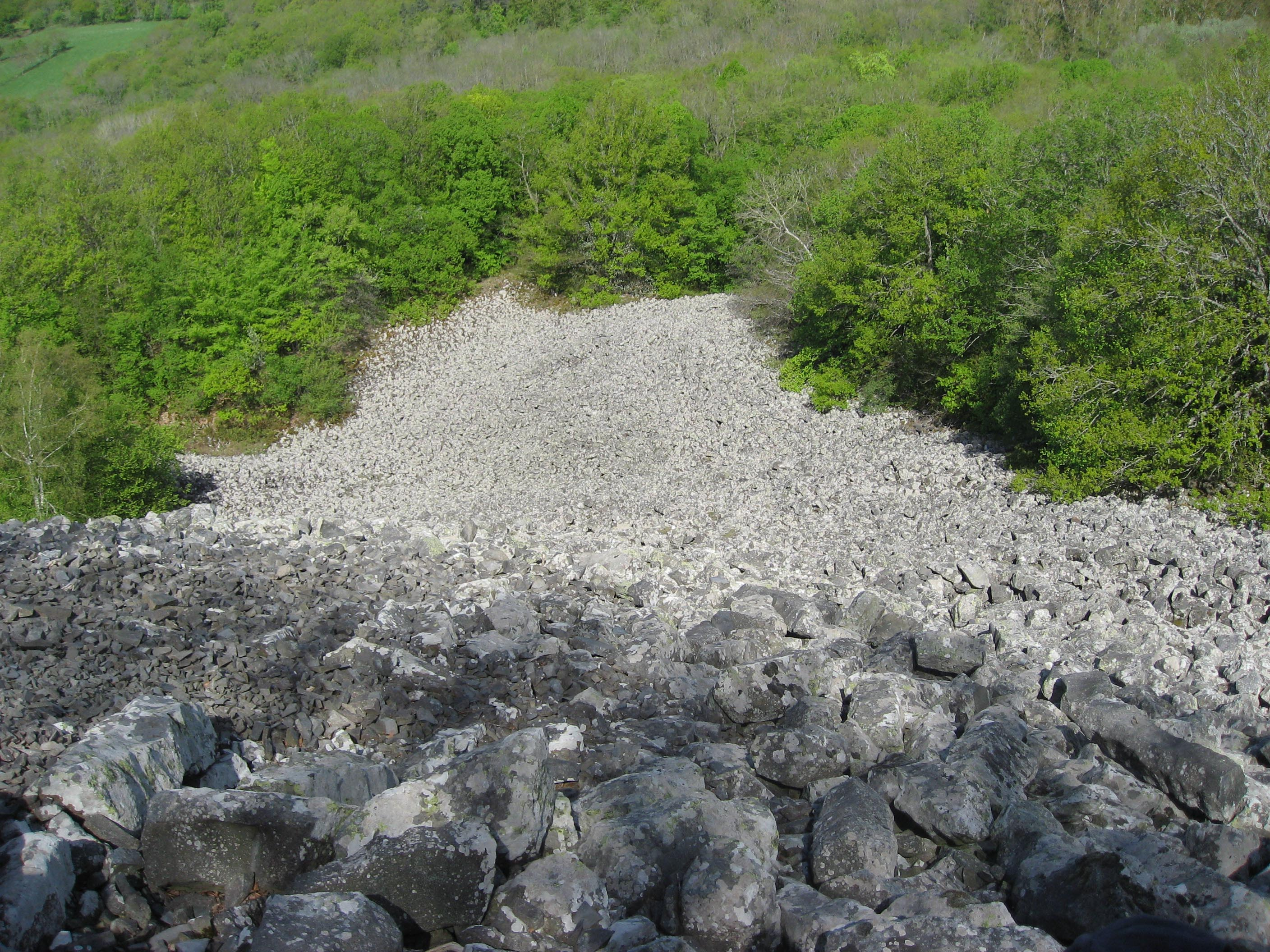
Le chaos basaltique.

- Église Saint Jean-Baptiste : construite au XIIe siècle, elle fut remaniée aux XVIIe et XIXe siècles.
- Au pied de la statue de la Vierge située au pic de la Garde, on peut observer et déambuler sur un magnifique chaos basaltique.
- Tour de Croizat

### Patrimoine naturel
La commune de Saint-Jean-des-Ollières est adhérente du parc naturel régional Livradois-Forez.

### Personnalités liées à la commune
Sœur Gabrielle, née Marie Rosnet en 1872 à Saint Jean des Ollières, elle soigne et sauve de nombreux soldats français pendant la 1ere ou 1re guerre mondiale. Elle est la première femme décorée de la croix de guerre avec palme, elle est également chevalier de la légion d'honneur.